# Ken il guerriero: Le origini del mito
Ken il guerriero: Le origini del mito (蒼天の拳?, Sōten no Ken, lett. "Pugno del cielo azzurro") è un manga scritto e disegnato da Tetsuo Hara con la supervisione di Buronson. La serie è un prequel di Ken il guerriero e narra le avventure dello zio di Kenshiro, Kenshiro Kasumi nella Shanghai degli anni trenta.
Il 25 ottobre 2017, incominciò la serializzazione manga di una seconda parte chiamata Ken il guerriero: Le origini del mito - Regenesis, che continua le vicende.

## Trama
Nel 1935, Kenshiro Kasumi, fratello maggiore di Ramon (il futuro Ryuken), insegna a Tokyo, nell'università femminile Yotsuya, la tranquillità della sua vita viene interrotta dall'arrivo di Li Yongjian, un suo vecchio amico del Chinpan, sindacato del crimine a cui Kenshiro si era affiliato nel periodo in cui viveva a Shanghai, antecedente alla sua nomina come 62º successore della Sacra Scuola di Hokuto, infatti era un grande amico del boss dell'organizzazione, Han Guanglin, ed era innamorato della sorella di quest'ultimo, Yuling, la sua fidanzata. Li rivela a Kenshiro che quasi tutto il Chinpan è stato annientato dal "Fiore Rosso", altro gruppo mafioso che ora domina su Shanghai e che Kenshiro aveva sconfitto prima di lasciare la Cina.

Tai-Yan Zhang, successore della scuola Cao di Hokuto

Ken decide così di tornare a Shanghai, per eliminare il Fiore Rosso e vendicare i suoi amici. Qui, scopre che né Han né Yuling sono morti: il primo è tenuto prigioniero e sotto tortura, mentre la seconda è stata privata della memoria ed è ora a capo dei predoni che si oppongono agli invasori giapponesi. Grazie all'aiuto del colonello Charles De Guise dei servizi segreti francesi, Ken riesce a liberare Han. Successivamente, si ricongiunge con Yuling e la aiuta a recuperare la memoria, e sconfigge poi l'intero Fiore Rosso e lo stesso Lie-Shan, affrontando Kuángyún e Tai-Yan, membri delle Scuole Sun e Cao, due delle tre sette cinesi di Hokuto insieme alla Scuola Liu (l'Arcane Arte). Durante il periodo dei Tre Regni (220-280 d.C.), l'impero cinese si divise in tre regni distinti, Shu, Wei e Wu; la scuola di Hokuto, non sapendo chi avrebbe riunificato il paese alla fine, generò una scuola minore per ciascun territorio; queste presero i loro nomi (Sun, Cao e Liu) dai cognomi dei 3 condottieri più importanti, Sun Quan, Cáo Cāo e Liu Bei.

Yuling Han, la fidanzata di Kenshiro

Il Chinpan torna così a detenere il controllo di Shangai. Tuttavia, il presidente nazionalista Chiang Kai-shek incarica i suoi ministri di trovare un combattente in grado di sfidare Kenshiro e la scelta ricade su Fei-Yan, discepolo di Wei Rui-Ying, fondatore della Scuola della Croce del Sud (che nonostante il nome non è legata al Nanto Seiken della prima serie) nata dalla Scuola Liu di Hokuto.
Fei-Yan è giunto a Shanghai per mettere al sicuro la piccola Erika Arendt dai nazisti che vogliono mettere le mani su di lei per via della sua memoria fotografica. Fei-Yan uccide De Guise non ritenendolo in grado di proteggere Erika e si trova così ad affrontare Ken, il quale lo sconfigge e convince a vivere a Shanghai come sacerdote che si occupa degli orfani, tra cui un bambino di nome Jukei (colui che in futuro affiderà il piccolo Kenshiro alle cure di Ryuken).
Kenshiro deve affrontare Zong-Wu Liu, successore della Scuola Liu di Hokuto e ufficiale dell'esercito nazista, nel Rito del Dono Celeste, per poter divenire ufficialmente il successore della Divina Scuola di Hokuto.
Contestualmente appare Yasaka, un enigmatico praticante della Scuola Lunare di Seito, da cui Shuken (fondatore della Divina Scuola di Hokuto), apprese i colpi mortali basati sui punti di pressione per poi sterminarne la Scuola. Per tale motivo, Yasaka nutre un feroce odio verso i discendenti di Hokuto e si reca a Shangai dove uccide Fei-Yan.
Kenshiro sconfigge Zong-Wu nel Rito del Dono Celeste e diviene a tutti gli effetti il successore della Divina Scuola, ricevendo dalla statua di Hokuto l'intera storia della sua Scuola. Si ricongiunge infine con la propria madre, ora la reverenda del tempio di Hokuto, e sconfigge facilmente Yasaka, a cui spiega la verità di quanto accaduto 1800 anni prima: Shuken non uccise la sua amata Yama e questa diede alla luce il loro figlio, da cui discende Yasaka.
Yasaka, comprendendo dunque che la sua vendetta contro Hokuto non ha più senso, torna a Shangai con Kenshiro, dove chiede perdono ad Erika.

## Personaggi

### Artisti marziali

#### Divina Scuola di Hokuto
Kenshiro Kasumi (霞拳志郎?, Kasumi Kenshirō)
Doppiato in giapponese da Kōichi Yamadera e in italiano da Massimiliano Plinio
Il protagonista e 62º successore della Divina Scuola di Hokuto, conosciuto a Shanghai come "Re dell'Inferno" (閻王?, En'ō). Fumatore e lettore accanito e dotato di uno straordinario senso dell'olfatto, mette gli amici al di sopra di quasi ogni altra cosa (ad esempio, non esita a minacciare i soldati giapponesi affinché lo aiutino a trovare Liu Fei-Yan durante la battaglia di Shanghai, dicendo loro che non gli importa nulla della loro guerra). La sua tecnica di combattimento è calma e fluida, simile a quella di Toki in Ken il guerriero. In Giappone è docente presso l'Università femminile di Yotsuya ed è popolare tra le sue studentesse grazie alla sua personalità eccentrica e paterna. Nonostante sia descritto anche come un tipo piuttosto accomodante, per quanto comico, usa la stessa frase agghiacciante di suo nipote, "Tu sei già morto", ma nell'edizione originale la pronuncia in cinese (儞已經死了T, 你已经死了S, Nǐ yǐ jīng sǐ leP).
Ramon Kasumi (霞羅門?, Kasumi Ramon)
Doppiato in giapponese da Takashi Kondō (da giovane) e da Mugihito (da vecchio) e in italiano da Gabriele Patriarca (da giovane nella seconda serie) e da Pierluigi Astore (da vecchio)
Fratellastro minore di Kenshiro, che diventerà il 63º successore della Divina Scuola di Hokuto, altrimenti noto come Ryūken (リュウケン?). Dà al neonato Kenshiro (da Ken il guerriero) il nome di suo fratello Kenshiro Kasumi, avendo entrambi una voglia a forma di Grande Carro sulla testa. Si riferisce a suo fratello maggiore come al "più forte uomo della Scuola di Hokuto" dotato di uno "spirito limpido come un cielo azzurro". Il giovane Ramon appare per tutta la serie, prima proteggendo Aya Kitaoji da dei mercenari, poi servendo come guardia del corpo di Pan Yu-Ling contro il Tai Hu Bang durante il suo soggiorno in Giappone.
Tesshin Kasumi (霞鉄心?, Kasumi Tesshin)
Doppiato in giapponese da Akihiko Ishizumi e in italiano da Claudio De Davide
Padre di Kenshiro e Ramon, fu il 61º successore della Divina Scuola di Hokuto. Da giovane cercò di affrontare Liu Xuanxin nel rito del Dono Celeste, ma Liu era diventato troppo vecchio per combattere. Tesshin si innamorò della figlia di Xuanxin e concepirono un figlio, Kenshiro. Tesshin una volta affrontò Wei Ruiying, fondatore della Sacra Scuola della Croce del Sud, e la sfida si concluse con un pareggio. Tesshin osservò che Ruiying avrebbe potuto sconfiggerlo se non avesse perso una gamba.

#### Scuola Sun di Hokuto
Kuang Yun Wang (芒 狂雲?, Bō Kyōun)
Doppiato in giapponese da Kiyoyuki Yanada
Noto anche come "Re degli Spiriti" (靈王?, Reiō), è maestro della Scuola Sun di Hokuto (北斗孫家拳?, Hokuto Sonkaken) e ha appreso l'arte proibita del "Dislocamento dei Punti di Pressione" (秘孔変位?, Hikō Hen'i), che fa impazzire chi lo usa e ne accorcia la durata della vita. È stato lui a far perdere la memoria a Pan Yuling perché si era innamorato di lei, ma anche perché pensava che questa fosse una punizione appropriata per Kenshiro. Quando il suo corpo era già minato dalla malattia conseguente alla tecnica che si era inflitto, il Profeta ha esaudito il suo desiderio di poter vivere fino ad affrontare il successore della Divina Scuola di Hokuto. In contrasto con l'olfatto sviluppato di Kenshiro, possiede un grande senso dell'udito che gli consente di sentire conversazioni a chilometri di distanza.
Charles de Guise (シャルル・ド・ギーズ?, Sharuru Do Gīzu)
Doppiato in giapponese da Taiten Kusunoki (prima serie) e da Ryōtarō Okiayu (seconda serie) e in italiano da Gabriele Trentalance
Un ebreo francese e colonnello dell'esercito francese che lavora con il Chinpan. Sebbene conosca la scuola Sun di Hokuto, la usa solo quando combatte seriamente, altrimenti si arrende, convoca i suoi soldati o combatte regolarmente usando armi da fuoco o la sua spada. Ha una sorella, Sophie, che ha perso la memoria quando il suo fidanzato era stato ucciso e lei aveva subito un aborto spontaneo. Quando riacquista la memoria grazie all'agopressione di Kenshiro, viene assassinata da Zhang Taiyan. De Guise viene infine ferito mortalmente da Liu Feiyan quando quest'ultimo lo ritiene inadatto a prendersi cura di Erika e lo sfida a duello. Kenshiro usa delle tecniche di agopressione su di lui per prolungargli la vita quel tanto che basta per vedere i suoi amici mettere in scena uno scorcio della sua visione: una Shanghai in prosperità (dove gli ebrei possono rifugiarsi). Credendo che Kenshiro e i suoi amici l'avrebbero realizzata, muore in pace.

#### Scuola Cao di Hokuto
Zhang Taiyan (張太炎?, Chō Taien)
Doppiato in giapponese da Hōchū Ōtsuka (da adulto) e da Yūki Kaji (da bambino)
Successore della Scuola Cao di Hokuto (北斗曹家拳?, Hokuto Sōkaken) e numero 2 del Fiore Rosso. Sebbene appaia rilassato, può essere distruttivo quando è arrabbiato; con i suoi attacchi è in grado di trapassare ogni cosa con le dita. Ha una libido mostruosa ed è conosciuto come il "ladro di spose" a causa della sua abitudine di rapire le spose novelle uccidendo i loro mariti. Dopo aver ucciso la sorella minore di Charles de Guise con una bomba a orologeria, decide di rapire Yuling per farne la sua donna, il che lo porta a combattere Kenshiro con tutte le sue forze. Taiyan viene sconfitto, ma Kenshiro lo risparmia quando l'uomo si pente dei suoi peccati e decide di affrontare il patrigno Dayan. Diviene il nuovo maestro della Scuola Cao dopo aver sconfitto Dayan e aver ottenuto la sua approvazione, ma poco dopo muore a causa delle ferite sostenute nel combattimento.
Zhang Dayan (章大厳?, Shō Daigen)
Doppiato in giapponese da Seizō Katō e in italiano da Diego Reggente
Maestro della Scuola Cao di Hokuto e patrigno di Taiyan. Dopo aver sposato la madre di Taiyan fu portato a credere che il figlio che portava in grembo fosse suo, mentre invece era stato concepito con il suo precedente marito. Anni dopo Dayan si infuriò nello scoprire la verità e sua moglie malata si uccise a condizione che egli risparmiasse la vita di Taiyan. Notando il talento del giovane, decise di addestrarlo nella Scuola Cao. Alla fine Dayan passa il titolo di maestro a Taiyan dopo che quest'ultimo lo sconfigge.
Fratellanza dei Cinque Portali (五叉門党?, Goshamon-Tō)
Un ordine di monaci al servizio di Zhang Taiyan. Ognuno di loro è noto solo per il numero di stelle che ha tatuato sulla testa. Il loro vero scopo è aiutare Taiyan a diventare un degno successore della Scuola Cao di Hokuto, sotto gli ordini di Dayan. Sono tutti armati di un khakkhara che è in grado di trafiggere qualsiasi cosa.

#### Scuola Liu di Hokuto
Liu Zongwu (劉宗武?, Ryū Sōbu)
Successore della Scuola Liu di Hokuto (北斗劉家拳?, Hokuto Ryūkaken). Spinto a vendicarsi per la morte della sua famiglia, Zongwu venne adottato dal precedente successore Liu Xuanxin, padre di Liu Yueying (madre di Kenshiro), e si arruolò nei nazisti come ufficiale dell'esercito tedesco, pur essendo cinese. Ebbe la possibilità di uccidere Adolf Hitler, ma non lo fece perché riteneva che Hitler fosse una preda troppo misera per essere uccisa. In seguito, rinuncia alle sue cattive azioni e si fa monaco.

#### Sacra Scuola della Croce del Sud
Biao Baifeng (彪白鳳?, Hyō Hakuhō)
Allievo più anziano di Wei Ruiying, allievo della Scuola Liu di Hokuto e fondatore della Sacra Scuola della Croce del Sud. Soprannominato Demone Bianco (白鬼?, Hakki), dopo la morte della madre di Liu Feiyan lo portò dal suo maestro e si prese cura di lui. Preparato alla morte, sfida Kenshiro Kasumi una seconda volta dopo che il loro primo incontro si era concluso in parità, ma viene ucciso a colpi di arma da fuoco dai nazisti prima del duello.
Liu Feiyan (流飛燕?, Ryū Hien)
Doppiato in giapponese da Takehito Koyasu e in italiano da Massimiliano Virgilii
Allievo più giovane di Wei Ruying. Soprannominato Rapace della Morte (死鳥鬼?, Sǐ Niǎo Guǐ), fa amicizia con Erika Arendt e rischia la vita per proteggerla. Sfida a duello Charles de Guise perché pensa che de Guise non possa assumersi la responsabilità di proteggere Erika e finisce per ucciderlo. Questo porta a uno scontro con Kenshiro e, sebbene venga sconfitto, l'influenza di Erika su di lui gli fa ottenere il perdono di Kenshiro. Ferito a morte da Yasaka, Feiyan decide di risparmiare ulteriore dolore a Erika e chiede a Kenshiro di lasciarlo morire in mare su una barca.

#### Scuola Lunare di Seito
Yasaka (ヤサカ?, Yasaka)
Doppiato in giapponese da Setsuji Satō e in italiano da Mario Cordova
Successore della Scuola Lunare di Seito. Discendente degli Yuezhi, porta con sé un rancore di quasi 2000 anni contro l'Hokuto per il massacro dei praticanti di Seito da parte di Shuken. Lavora come guardia del corpo di Du Tianfeng. Alla fine rinuncia alla sua vendetta dopo che Kenshiro gli mostra la verità sul massacro, scoprendo che a Shuken era stato mostrato un futuro in cui i praticanti di Seito sarebbero stati ridotti a semplici mercenari e assassini che vendevano le loro abilità al miglior offerente e causavano indicibile dolore e miseria ovunque andassero, e se ne va in buoni rapporti con il suo ex rivale.

### Gang

#### Chinpan
Pan Guanglin (潘光琳?, Han Kōrin)
Doppiato in giapponese da Masaki Terasoma (da adulto nella prima serie), da Motoki Takagi (da bambino) e da Atsuki Tani (seconda serie) e in italiano da Riccardo Rossi (seconda serie)
Leader del Chinpan, nonché caro amico di Kenshiro. Mentre Kenshiro era lontano da Shanghai, i membri della sua gang furono uccisi uno a uno. Fu torturato per un periodo di tempo dal Fiore Rosso, perdendo così i piedi a causa dei topi carnivori. Kenshiro gli salva la vita amputandogli i piedi già avvelenati, e in seguito cammina con due scarpe di ferro protesiche.
Pan Yuling (潘玉玲?, Han Gyokurei)
Doppiata in giapponese da Aya Hisakawa (prima serie) e Yumi Tōma (seconda serie) e in italiano da Elena Liberati
Sorella di Pan Guanglin e fidanzata di Kenshiro. Incontrò Kenshiro per la prima volta dopo che era stato picchiato duramente e lo curò fino a farlo tornare in salute. Sembra anche essere una specie di cristiana. Il suo padre adottivo la promise a Mang Kuangyun come pagamento. Ma Yuling era già innamorata di Kenshiro e un geloso Kuangyun le cancellò la memoria e la lasciò con un signore della guerra nomade nella Cina settentrionale. Divenne il capo bandito a cavallo Li Xiubao (李秀寶?, Ri Shūhō), combattendo piccole battaglie di guerriglia contro l'Esercito imperiale giapponese, acquisendo un senso di odio verso i giapponesi. Imparò anche un po' dell'arte marziale Tanglangquan. Alla fine riacquista i suoi ricordi a Shanghai dopo aver incontrato di nuovo Kenshiro e presto lo sposa. Dopo che Guanglin rimane paralizzato in un fallito tentativo di assassinio, Yuling succede al fratello come leader del Chinpan.
Yang Meiyu (楊美玉?, Yan Bigyoku)
Doppiata in giapponese da Sayaka Ōhara e in italiano da Giovanna Martinuzzi
Attrice fidanzata di Pan Guanglin.
Ye (葉?, Yō)
Doppiato in giapponese da Kinryū Arimoto (prima serie) e Nobuyuki Hiyama (seconda serie) e in italiano da Gaetano Lizzio
Soprannominato "l'uomo dalle due pistole Ye". Fu orribilmente ustionato dal Fiore Rosso e sfigurato.
Ye Ziying (葉子英?, Yō Shiei)
Doppiato in giapponese da Yūdai Satō (prima serie) e Akeno Watanabe (seconda serie) e in italiano da Mirko Cannella (seconda serie)
Figlio di Ye, un ragazzino di strada preadolescente che è anche la spalla di Kenshiro.
Li Yongjian (李永健?, Ri Eiken)
Doppiato in giapponese da Umeji Sasaki e in italiano da Gaetano Lizzio
Ha lavorato come assassino per la società segreta Chinpan ed era chiamato "il Drago Silenzioso" (睡龍S, Shuì-LóngP). È un grande amico di Kenshiro, tanto che, dopo essere stato catturato dal Fiore Rosso, si era rifiutato di rivelare loro dove si trovasse Ken anche mentre gli tagliavano le dita dei piedi. All'inizio della serie lavora come assaggiatore di cibo per l'imperatore Pu Yi e arriva con lui in Giappone. Muore a causa di una malattia alla fine del primo arco narrativo.

#### Fiore Rosso
Zhang Lieshan (章烈山?, Shō Retsuzan)
Il gigantesco leader del Fiore Rosso. È il figlio del maestro della Scuola Cao di Hokuto, Zhang Dayan, e fratellastro maggiore di Taiyan. In precedenza ha prestato servizio nel Corpo d'armata del Pei-yang e successivamente si è arruolato nell'Esercito rivoluzionario nazionale diventandone generale, ma lavora anche in segreto con gruppi del Partito Comunista Cinese oltre che per il proprio tornaconto. Suo padre non lo ha addestrato, cosa per cui è molto risentito, ma grazie alla sua statura gigantesca e alla sua schiacciante forza fisica è ancora letale nell'usare un paio di sai giganti. In seguito si pente delle sue azioni dopo aver scoperto che suo padre non lo aveva allenato per proteggerlo. Nella serie animata non è presente.
Huang Xifei (黄西飛?, Kō Seihi)
Doppiato in giapponese da Yōsuke Akimoto e in italiano da Enrico Chirico
Il boss numero tre dopo Zhang Lieshan e Zhang Taiyan. A causa delle ferite subite dai pugni di Kenshiro deve indossare un aggeggio di metallo sul lato sinistro della testa e del corpo. Ogni volta che si muove grida sempre "Ah-iih-oh!" per il dolore. È un grande contributore a una Chiesa cattolica corrotta che perdonerà tutti i peccati che confesserà al giusto prezzo.
Wu Donglai (吳東來?, Go Tōrai)
Doppiato in giapponese da Chafurin
Il boss numero quattro, proviene dal Guangdong. A causa delle ferite subite sotto i pugni di Kenshiro è costretto su una sedia a rotelle e deve indossare un marchingegno di metallo con una manovella per alzare e abbassare la testa. Nervoso e con il grilletto facile, spara a qualsiasi cosa lo infastidisca. Un donnaiolo sciatto, Wu desidera la fidanzata attrice di Pan Guanglin, Yang Meiyu. L'estremamente geloso Wu tiene Pan nella sua segreta, con l'intenzione di usarlo come "carne di tigre" nel suo piatto chiamato "lotta fra tigre e drago". Wu non ne avrà mai la possibilità, perché Kenshiro lo getta nel suo stesso calderone bollente, uccidendolo.
Chen Juanmin (陳狷民?, Chin Kenmin)
Doppiato in giapponese da Issei Futamata
Soprannominato "Chen la Puzzola", ha una mano di metallo. Il suo volto è stato sfregiato da Kenshiro dopo il suo fallito tentativo di rapire Takeshi Kitaoji.
Tian Xuefang (田學芳?, Den Gakuhō)
Doppiato in giapponese da Minoru Inaba
Un tempo soprannominato "Tian il Kappa" per la chiazza calva in cima alla sua testa, ora indossa una pesante parrucca di metallo imbullonata alla sua testa, autoconvincendosi che nessuno se ne accorga; il suo peso lo fa anche cadere facilmente. Muore annegato in uno stabilimento termale dopo che Kenshiro gli rende inabili braccia e gambe.
Golan (ゴラン?, Goran)
Doppiato in giapponese da Yoshinori Sonobe
Un pugile che è il campione dei match di esecuzione tenuti al palazzo Nuovo Mondo. È stato responsabile della morte di innumerevoli membri del Chinpan che sono stati catturati dal Fiore Rosso e gettati sul ring. Mentre prestava servizio nelle Troupes coloniales dell'Indocina francese ha imparato il muay thai in Siam. Viene distrutto da Kenshiro che gli rompe tutte le ossa, riducendolo in poltiglia.
Jean Carnet (ジャン・カルネ?, Jan Karune)
Doppiato in giapponese da Masaru Ikeda e in italiano da Pierluigi Astore
Capo della polizia della concessione francese di Shanghai. Alleato del Fiore Rosso, ha ottenuto la sua posizione assassinando il suo predecessore Gitanesdeau, un sostenitore del Chinpan. Dopo che Pan Guanglin viene salvato da Kenshiro, tenta di fuggire in America meridionale, ma viene ucciso a colpi di arma da fuoco da Guanglin.

### Altri personaggi
Takeshi Kitaoji (北大路剛士?, Kitaōji Takeshi)
Doppiato in giapponese da Katsuhiko Sasaki (prima serie) e da Katsumi Chō (seconda serie) e in italiano da Antonio Bonanotte (prima serie) e da Gino La Monica (seconda serie)
Capo del gruppo finanziario Kitaoji e fondatore dell'Università femminile di Yotsuya. Lui e sua figlia Aya furono salvati da Kenshiro a Shanghai in un attentato del Fiore Rosso e presto divennero suoi amici, dandogli un lavoro come docente all'università. Un collaboratore del piano Fugu.
Aya Kitaoji (北大路綾?, Kitaōji Aya)
Doppiata in giapponese da Aya Hisakawa e in italiano da Ilaria Giorgino
La figlia di Takeshi. Una studentessa che frequenta la classe del professor Kasumi all'Università femminile di Yotsuya. Nella serie TV, Kenshiro nota la sua somiglianza con Yuling.
Tokusaburo Kumazasa (熊笹徳三郎?, Kumazasa Tokusaburō)
Doppiato in giapponese da Nobuyuki Furuta
Il direttore della filiale di Shanghai del gruppo finanziario Kitaoji.
Aisin Gioro Pu Yi (愛新覺羅溥儀?, Aishinkakura Fugi)
Doppiato in giapponese da Hiroshi Yanaka e in italiano da Andrea Lavagnino
Ex imperatore della Cina, poi imperatore del Manciukuò. In realtà una marionetta dell'Impero giapponese, il nevrotico Pu Yi ha paura di venire assassinato dal Kuomintang. Il 6 aprile 1935 Pu Yi arriva in Giappone sotto la copertura di un "inviato dell'amicizia Giappone-Manciuria" per impiegare Kenshiro come sua guardia del corpo. Ken lo aggredisce dopo i suoi uomini, sebbene Pu Yi stesse per ucciderlo; l'attacco gli apre gli occhi sul fatto che non è altro che una marionetta, sebbene tenti di combattere Ken con una spada perché desidera morire da uomo. Dopo che Ken gli risparmia la vita, ammette che avrebbe voluto essere amico di qualcuno come lui e sembra uscirne più forte.
Jin Kulong (金克栄?, Kin Katsuei)
Doppiato in giapponese da Ryūzaburō Ōtomo e in italiano da Pierluigi Astore
Il capitano del primo reggimento della Guardia imperiale del Manciukuò di Puyi, ed è noto come "il fiume del nord in piena". È un maestro di Bājíquán e combatte con un ventaglio di metallo. Anni prima, quando lavorava come guardia del corpo a Shanghai, fu sfregiato in uno scontro con Kenshiro, che finì in pareggio; ma si sentì imbrogliato da Kenshiro perché si rifiutò di usare la Divina Scuola di Hokuto contro di lui (anche se Ken avrebbe poi rivelato di averlo fatto solo perché, al momento del loro primo scontro, non era il successore e quindi non poteva usare l'arte marziale in uno scontro contro altre scuole). Rapisce l'amico di Kenshiro, Li, e finge di ucciderlo per attirare Ken e avere una rivincita, rendendosi conto immediatamente di non essere alla pari con Kenshiro che lo risparmia.
Profeta (道士?, Dōshi)
Doppiato in giapponese da Masaru Ikeda e in italiano da Pierluigi Astore
Un vecchio indovino mistico, che appare di tanto in tanto dal nulla per parlare con Kenshiro. Altre persone potrebbero notare o meno il suo aspetto o la sua esistenza, poiché sembra possedere una specie di misteriosa capacità di far dimenticare di sé agli astanti. Ha dato a Kenshiro una "bussola del drago", una sorta di moneta da lancio per aiutarlo a prendere una decisione quando si trova di fronte a un serio dilemma. Concede alle persone meritevoli collegate al clan Hokuto un desiderio sul loro destino.
Xia Wenli (夏文麗?, Ka Bunrei)
Ex amante di Liu Zongwu, che le sfigurò il seno quando cercò di dissuaderlo dall'unirsi ai nazisti. In seguito divenne una monaca buddista, ma nonostante ciò che Zongwu ha fatto, lo ama ancora profondamente: pur affermando di desiderarne la morte, in realtà desidera vederlo vivere il suo destino.
Meifu (美福?, Mifuku)
Madre superiore di un monastero a Ningbo, in realtà è la figlia di Liu Xuanxin, Liu Yueying (劉月英?, Ryū Getsuei), ed è la madre di Kenshiro Kasumi all'insaputa di quest'ultimo. Pur essendo ormai anziana, continua ad avere le sembianze di una donna giovane e bella.
Du Tianfeng (杜天風?, To Tenbū)
Il grande capo di un'organizzazione segreta chiamata Taihu Bang (太湖幇?, Taikopan). Ha assassinato il padre di Liu Zongwu, Zongjian, per riciclare denaro quando Zongwu era ancora un bambino. Yasaka è al suo servizio. Crea un'armatura elettrificata che fulmina chiunque provi a toccarlo, credendo di proteggersi dalle arti di Hokuto. Zongwu riesce a colpirlo a calci usando i suoi stivali con la suola di gomma, gettandolo poi nell'oceano dove muore.
Edmund Heckler (エドモンド・ヘックラー?, Edomondo Hekkurā)
Colonnello della Wehrmacht, lavora come consigliere militare per il Partito Nazista e ha un secondo lavoro come trafficante d'armi. Usa Zongwu per prolungare la guerra e continuare a trarne profitto. Dopo che Zongwu uccide uno degli informatori di Du Tianfeng, Hackler cerca di uccidere Zongwu su richiesta di Du, ma fallisce e viene ucciso da Zongwu.
Erika Arendt (エリカ・アレント?, Erika Arento)
Doppiata in giapponese da Sumire Uesaka e in italiano da Chiara Fabiano
Una ragazza ebrea con una memoria fotografica, ha memorizzato un catalogo di preziose opere d'arte nascoste, chiamato "Catalogo della Speranza". I nazisti la inseguono per ottenere queste informazioni e lei si affida alla protezione di Liu Feiyan per essere guidata nel ghetto di Shanghai.

## Media

### Manga
Il progetto di Ken il guerriero: Le origini del mito è stato ideato da Tetsuo Hara e dal redattore Nobuhiko Horie come prequel di Ken il guerriero per lanciare la loro avventura nel mondo dell'editoria con la fondazione della casa editrice Coamix e della rivista Weekly Comic Bunch. Il manga è stato concepito e scritto interamente da Horie, sebbene il suo nome non compaia nei crediti per ragioni legali; Buronson che si era occupato della sceneggiatura di Ken il guerriero, non è stato richiamato, ma viene accreditato come consulente e supervisore all'interno dei volumi che compongono l'opera, e come coautore nelle copertine e nella maggior parte delle pubblicazioni. I disegni sono realizzati sempre da Hara.
Il manga è stato pubblicato per la prima volta in Giappone nel maggio 2001 ed è terminato il 27 agosto 2010, a causa della chiusura della testata Weekly Comic Bunch, sulla quale era serializzato. I vari capitoli sono stati raccolti in 22 tankōbon, pubblicati dalla Shinchosha dal 9 ottobre 2001 al 9 novembre 2010.
In Italia è stato pubblicato per la prima volta da Planet Manga dall'11 marzo 2004 al 15 ottobre 2011, con 44 volumi che completano l'opera. Ogni volume italiano corrisponde alla metà di uno di quelli giapponesi.

### Sequel
Un sequel intitolato Ken il guerriero: Le origini del mito - Regenesis (蒼天の拳リジェネシス?), su soggetto originale di Nobuhiko Horie, viene commissionato per i testi a Hiroyuki Yatsu, e per i disegni all'esordiente Hideki Tsuji (già suo assistente) serializzato dal 25 ottobre 2017 sulla rivista Monthly Comic Zenon. I vari capitoli vengono pubblicati in volumi tankōbon da aprile 2018.
L'edizione italiana viene pubblicata da Panini Comics sotto l'etichetta Planet Manga dal 18 marzo 2021.

#### Trama
Erika si risveglia prigioniera su una cannoniera dell'esercito olandese, capitanata dall'ufficiale della marina Bo Bonne Veld. Dopo poco tempo piombano però dall'alto, Kenshiro e Yasaka, paracadutati da un aereo. Essi liberano Erika e torturano l'ufficiale per capire come mai Erika sia stata rapita. Bo Bonne Veld rivela che l'obbiettivo è il "catalogo della speranza" celato nella memoria di Erika, che ha un valore maggiore di quanto si pensi e che interessa all'organizzazione che lo ha reclutato. Tale organizzazione ha sede nelle Indie orientali, nei territori conquistati dagli olandesi ed Erika risulta esserne collegata da legami di sangue; prima che potesse finire di rivelare tutto, l'ufficiale improvvisamente muore, ucciso dall'interno del corpo e la tecnica somiglia sorprendentemente all'Hokuto/Seito. Kenshiro decide di andare nelle Indie orientali per trovare i familiari di Erika ed il vero valore del Catalogo della speranza, seguendo il destino di Hokuto.
Appena sbarcati, si trovano di fronte un paese in balia delle angherie dell'esercito olandese. Uno dei locali, un ragazzino di nome Haruto, chiede agli eroi di liberare suo padre, arrestato perché leader di un movimento di opposizione agli olandesi. L'area è sotto il controllo della divisione comandata dal colonnello Van Der Kolk che, padroneggia la tecnica di combattimento Tento Seiinken, che dà il potere di deteriorarne il corpo con i suoi colpi e guarire istantaneamente le ferite (Genesis). Chi è parte del clan di Tento ha un gene speciale che permette al proprio corpo di emettere luce e, tramite questa condizione, controllare il proprio spirito combattivo. Van Der Kolk in realtà non è parte del clan, ma ha sviluppato tecniche di manipolazione del dna (assumendo sostanze) per poter acquisire quei poteri. Egli conduce esperimenti sulla manipolazione del dna sui prigionieri per creare il soldato perfetto. Quando Kenshiro entra nel suo quartier generale, deve affrontare proprio il padre di Haruto, trasformato in un mostro. Kenshiro riesce a battere poi Van Der Kolk ma, Yasaka venuto in suo aiuto, viene colpito dalla spada avvelenata di un soldato. Sta per morire ma dopo essere stato toccato da Erika che, emette una strana luce, riesce a riprendersi.
Durante la convalescenza di Yasaka, Erika viene scovata da tre sicari mascherati, inviati dal clan di Horeb, Barong, Garuda e Hanuman che praticano il Tento. Barong e Hanuman vengono uccisi ma Garuda riesce a scappare. Nel frattempo fa la sua apparizione un misterioso guerriero che pratica la tecnica della Croce del sud.
Mentre liberano un gruppo di schiavi, Kenshiro e Yasaka devono affrontare i due guardiani di Tento, i fratelli Shamrai e Komurai appartenenti al clan di Horeb. Essi vennero salvati dalle torture durante la guerra, da Simeon Nagid capo del clan di Horeb. Durante lo scontro Mandi Java Bee, la dottoressa che aveva nascosto Yasaka durante la sua convalescenza, consegna Erika ad un inviato del clan di Horeb che la porta a Hydra, la città delle anime. Intanto fa la sua apparizione un altro guerriero misterioso, che raduna i corpi dei soldati morti e li brucia.
Kenshiro e Yasaka si incamminano verso Hydra e si scontrano con i soldati a guardia della città. Durante i combattimenti riappare il misterioso guerriero della Croce del sud che si scopre essere una donna, addestrata da Feiyan alla scuola della Croce del sud, intenzionata ad uccidere Kenshiro, creduto l'assassino del suo amato maestro.

### Anime

Kenshiro (a sinistra) e Taiyan (a destra) nella sigla d'apertura della prima serie

Una serie televisiva anime intitolata Ken il guerriero: Le origini del mito, prodotta dalla A.P.P.P., andò in onda di notte sull'emittente giapponese TV Asahi dal 4 ottobre 2006 al 14 marzo 2007; la serie è composta da 26 episodi, ma quattro di questi (16, 17, 18 e 21) non andarono in onda in tale occasione. La serie completa fu distribuita in DVD-Video dalla Universal Entertainment Japan includendo gli episodi inediti e contenuti non censurati. La serie adatta la trama fino al volume 8. La sigla di apertura è "Bara ga saku, bara ga chiru" (薔薇が咲く 薔薇が散る?) di Rina Aiuchi mentre quelle di chiusura sono "Kokoro no rhythm tobichiru butterfly (心のリズム飛び散るバタフライ?, Kokoro no rizumu tobichiru batafurai) dei Doa (episodi 1-12) e "Kissing til i die" di Jun Manaka (episodi 13-26).
Una serie sequel intitolata Ken il guerriero: Le origini del mito - Regenesis, prodotta in animazione digitale dalla Polygon Pictures, fu trasmessa su Tokyo MX e altri canali in due stagioni da 12 episodi ognuna, la prima dal 2 aprile al 18 giugno 2018 e la seconda dal 1° ottobre al 17 dicembre. Per la prima stagione la sigla di apertura è "Souten no hate ni" (蒼天の果てに?) di AK-69 mentre quella di chiusura è "Inori no hoshizora" (祈りの星空?) di Sumire Uesaka. Per la seconda stagione la sigla di apertura è "Soul Seeker" dei Crossfaith mentre la sigla di chiusura è "Kono sora wo subete kimi ni" (この空をすべて君に?) di Hiroya Ozaki. Pur condividendo lo stesso titolo, la serie non è un adattamento diretto del manga omonimo, ma riprende da dove si era interrotta la serie precedente e mescola elementi della trama della seconda metà del manga originale con altri del sequel ancora in corso.
In Italia i diritti di entrambe le serie TV furono acquisti da Yamato Video. La prima serie fu pubblicata in edicola in nove DVD dalla DeAgostini dal 7 ottobre 2010 al 27 gennaio 2011, e contestualmente trasmessa su Man-ga dal 19 ottobre al 23 novembre 2010, mentre la seconda fu pubblicata su Prime Video il 23 settembre 2019.

#### Episodi

##### Ken il guerriero: Le origini del mito
| Nº | Titolo italiano Giapponese 「Kanji」 - Rōmaji                                            | In onda          | In onda          |
| Nº | Titolo italiano Giapponese 「Kanji」 - Rōmaji                                            | Giapponese       | Italiano         |
| 1  | Una taglia sulla testa - Il re degli inferi 「賞金首·閻王」 - Shōkinkubi En'ō            | 4 ottobre 2006   | 19 ottobre 2010  |
| 2  | Un personale senso di giustizia 「江胡の義気」 - Kōko no giki                            | 11 ottobre 2006  | 20 ottobre 2010  |
| 3  | L'erede di Hokuto 「北斗を継ぐ者」 - Hokuto o tsugumono                                  | 18 ottobre 2006  | 21 ottobre 2010  |
| 4  | Esprimi il tuo desiderio al cielo! 「蒼天に願え」 - Sōten ni negae                       | 25 ottobre 2006  | 22 ottobre 2010  |
| 5  | L'arrivo a Shanghai 「上海に立つ」 - Shanhai ni tatsu                                    | 1º novembre 2006 | 25 ottobre 2010  |
| 6  | Il gioco dell'esecuzione mortale 「虐殺の処刑遊戯」 - Gyakusatsu no shokei yūgi          | 8 novembre 2006  | 26 ottobre 2010  |
| 7  | Scontro violento 「激突」 - Gekitotsu                                                    | 15 novembre 2006 | 27 ottobre 2010  |
| 8  | Prega il Dio dell'inferno! 「地獄の神に祈れ」 - Jigoku no kami ni inore                  | 22 novembre 2006 | 28 ottobre 2010  |
| 9  | Per un destino intriso di sangue 「血塗られた宿命ゆえに」 - Chi nurareta shukumei yue ni | 29 novembre 2006 | 29 ottobre 2010  |
| 10 | Hokuto contro Hokuto 「北斗同士の戦い」 - Hokuto dōshi no tatakai                        | 6 dicembre 2006  | 1º novembre 2010 |
| 11 | Chiedilo al drago 「龍に問え」 - Ryū ni toe                                              | 13 dicembre 2006 | 2 novembre 2010  |
| 12 | Aria di rinascita! 「復活の狼煙」 - Fukkatsu no noroshi                                  | 20 dicembre 2006 | 3 novembre 2010  |
| 13 | Oltre la follia! 「狂気の果てに...」 - Kyōki no tate ni...                               | 10 gennaio 2007  | 4 novembre 2010  |
| 14 | Un viaggio scritto nel destino 「運命の旅」 - Unmei no tabi                              | 17 gennaio 2007  | 5 novembre 2010  |
| 15 | L'incantevole predona 「美しき馬賊」 - Utsukishi bazoku                                  | 24 gennaio 2007  | 8 novembre 2010  |
| 16 | Alla ricerca della Terra Promessa 「安息の地を求めて」 - Ansoku no chi o motomete        | DVD              | 9 novembre 2010  |
| 17 | Condanna a morte! 「死の宣告!堕天掌」 - Shi no senkoku! Datenshō                         | DVD              | 10 novembre 2010 |
| 18 | Lo spirito combattivo della scuola Cao 「北斗曹家拳の闘気」 - Hokuto sōkaken no tōki     | DVD              | 11 novembre 2010 |
| 19 | L'offerta floreale 「毅然たる献花」 - Kizentaru kenka                                    | 31 gennaio 2007  | 12 novembre 2010 |
| 20 | Un crudele scherzo del destino 「運命の悪戯」 - Unmei no itazura                         | 7 febbraio 2007  | 15 novembre 2010 |
| 21 | Uno scontro infuocato 「燃えたぎる対峙」 - Moetagiru taiji                               | DVD              | 16 novembre 2010 |
| 22 | Le tecniche segrete di Zhang Tai-Yan 「張太炎の奥義」 - Chō taien no ōgi                 | 14 febbraio 2007 | 17 novembre 2010 |
| 23 | Un dolore indimenticabile 「忘れ得ぬ痛み」 - Wasureinu itami                             | 21 febbraio 2007 | 18 novembre 2010 |
| 24 | Un forte ricordo 「深く強き想い」 - Fukaku tsuyoki omoi                                  | 28 febbraio 2007 | 19 novembre 2010 |
| 25 | Festeggiamenti e colpi di pistola 「祝宴と銃声」 - Shukuen to jūsei                      | 7 marzo 2007     | 22 novembre 2010 |
| 26 | Verso un domani migliore 「より良い明日へ」 - Yori yoi ashita e                          | 14 marzo 2007    | 23 novembre 2010 |

##### Ken il guerriero: Le origini del mito - Regenesis
| Nº                            | Titolo italiano Giapponese 「Kanji」 - Rōmaji                                                                                  | In onda          | In onda |
| Nº                            | Titolo italiano Giapponese 「Kanji」 - Rōmaji                                                                                  | Giapponese       |         |
| Prima stagione (12 episodi)   | |                  |         |
| 1                             | L'erede della Divina scuola di Hokuto: Kenshiro Kasumi 「北斗神拳伝承者 霞拳志郎」 - Hokuto shinken denshō-sha Kasumi Kenshirō | 2 aprile 2018    |         |
| 2                             | Sogni impervi 「届かぬ願い」 - Todokanu negai                                                                                  | 9 aprile 2018    |         |
| 3                             | Il demone alato della morte intriso di sangue 「血を纏う死鳥鬼」 - Chi o matou shichōki                                        | 16 aprile 2018   |         |
| 4                             | L'origine del pugno dell'Orsa Maggiore 「北斗神拳の源流」 - Hokuto shinken no genryū                                           | 23 aprile 2018   |         |
| 5                             | Il lupo affamato di rancore 「餓狼の怨念」 - Garō no onnen                                                                     | 30 aprile 2018   |         |
| 6                             | Il volo della rondine 「旅立つ燕」 - Tabidatsu tsubame                                                                         | 7 maggio 2018    |         |
| 7                             | Un amore di duemila anni 「二千年の愛」 - Nisennen no ai                                                                       | 14 maggio 2018   |         |
| 8                             | Lo scontro voluto dal destino 「宿命の死合い」 - Shukumei no shiai                                                             | 21 maggio 2018   |         |
| 9                             | Colei che perdona 「赦す者」 - Yurusu mono                                                                                     | 28 maggio 2018   |         |
| 10                            | Il giovane successore 「若き伝承者」 - Wakaki denshō-sha                                                                       | 4 giugno 2018    |         |
| 11                            | La sacra scuola Yin della costellazione celeste 「天斗聖陰拳」 - Tento seiin ken                                               | 11 giugno 2018   |         |
| 12                            | Pugni sferrati per i ponyo 「朋友を想う拳」 - Ponyō o omou kobushi                                                             | 18 giugno 2018   |         |
| Seconda stagione (12 episodi) | |                  |         |
| 13                            | Gli uomini eletti da Dio 「神に選ばれし民」 - Kami ni erabareshi tami                                                          | 1º ottobre 2018  |         |
| 14                            | Ammirazione per un fratello 「義兄への憧れ」 - Anii e no akogare                                                               | 8 ottobre 2018   |         |
| 15                            | La profezia avverata 「現実になった予言」 - Genjitsu ni natta yogen                                                            | 15 ottobre 2018  |         |
| 16                            | I tuoni di Migadol 「ミガドルの雷」 - Migadol no ikazuchi                                                                      | 22 ottobre 2018  |         |
| 17                            | Pensieri che non si incontrano 「交わらぬ想い」 - Majiwaranu omoi                                                              | 29 ottobre 2018  |         |
| 18                            | Il tramonto del popolo Nahash 「ナハシュの落日」 - Nahash no rakujitsu                                                         | 5 novembre 2018  |         |
| 19                            | Uomini che si dividono e muoiono 「散り逝く漢」 - Chiri iku otoko                                                              | 12 novembre 2018 |         |
| 20                            | Il cammino di Kenshin Kasumi 「霞拳心の道」 - Kasumi Kenshin no michi                                                          | 19 novembre 2018 |         |
| 21                            | Destinati a morire insieme 「死合う運命」 - Shiau sadame                                                                       | 26 novembre 2018 |         |
| 22                            | La vita del successore 「受け継ぐ生き様」 - Uketsugu ikizama                                                                   | 3 dicembre 2018  |         |
| 23                            | Erika Arendt, la ragazza solitaria 「ひとりの少女 エリカ・アレント」 - Hitori no shōjo Erika Arendt                            | 10 dicembre 2018 |         |
| 24                            | L'uomo chiamato Kenshiro Kasumi 「霞拳志郎と云う漢」 - Kasumi Kenshirō to iu otoko                                             | 17 dicembre 2018 |         |

#### Home video
In Giappone l'intera serie di RE:GENESIS di 24 episodi è stata distribuita in un'edizione Blu-ray dal 27 giugno 2018 in 4 dischi.
| N° | Episodi | Data             |
| -- | ------- | ---------------- |
| 1  | 1-6     | 27 giugno 2018   |
| 2  | 7-12    | 27 luglio 2018   |
| 3  | 13-18   | 21 dicembre 2018 |
| 4  | 19-24   | 30 gennaio 2019  |